# Paris-Camembert 2017
La 77e édition de Paris-Camembert a lieu le 11 avril 2017. La course fait partie du calendrier UCI Europe Tour 2017 en catégorie 1.1. C'est également la cinquième épreuve de la Coupe de France de cyclisme sur route 2017.

## Présentation

### Équipes
Classé en catégorie 1.1 de l'UCI Europe Tour, Paris-Camembert est par conséquent ouvert aux WorldTeams dans la limite de 50 % des équipes participantes, aux équipes continentales professionnelles, aux équipes continentales et aux équipes nationales.
Seize équipes participent à ce Paris-Camembert - deux WorldTeams, huit équipes continentales professionnelles et six équipes continentales :
| WorldTeams (2)- AG2R La Mondiale - FDJ Équipes continentales professionnelles (8)- Androni Giocattoli - Cofidis, Solutions Crédits - Delko Marseille Provence KTM - Direct Énergie - Fortuneo-Vital Concept - Gazprom-RusVelo - Sport Vlaanderen-Baloise - Wanty-Groupe Gobert Équipes continentales (6)- Armée de terre - Euskadi Basque Country-Murias - Differdange-Losch - HP BTP-Auber 93 - Joker Icopal - Roubaix Lille Métropole |
| |

## Classements

### Classement final
| \| Classement général \| Classement général \| Classement général \| Classement général \| Classement général \| \| Coureur \| Coureur \| Pays \| Équipe \| Temps \| \| ------------------ \| ------------------ \| ------------------ \| ---------------------------- \| ------------------ \| \| 1er \| Nacer Bouhanni \| France \| Cofidis, Solutions Crédits \| 4 h 43 min 46 s \| \| 2e \| Samuel Dumoulin \| France \| AG2R La Mondiale \| + 0 s \| \| 3e \| Kévin Réza \| France \| FDJ \| + 0 s \| \| 4e \| Armindo Fonseca \| France \| Fortuneo-Vital Concept \| + 0 s \| \| 5e \| Romain Combaud \| France \| Delko-Marseille Provence-KTM \| + 0 s \| \| 6e \| Jérémy Leveau \| France \| Roubaix Lille Métropole \| + 0 s \| \| 7e \| Laurent Pichon \| France \| Fortuneo-Vital Concept \| + 0 s \| \| 8e \| Damien Touzé \| France \| HP BTP-Auber 93 \| + 0 s \| \| 9e \| Kévin Le Cunff \| France \| HP BTP-Auber 93 \| + 0 s \| \| 10e \| Luca Pacioni \| Italie \| Androni-Sidermec-Bottecchia \| + 0 s \| |                 |        |                              |                 |
| |                 |        |                              |                 |
| Sources : ProCyclingStats Cycling Archives |                 |        |                              |                 |
| Classement général |                 |        |                              |                 |
| Coureur | Coureur         | Pays   | Équipe                       | Temps           |
| 1er | Nacer Bouhanni  | France | Cofidis, Solutions Crédits   | 4 h 43 min 46 s |
| 2e | Samuel Dumoulin | France | AG2R La Mondiale             | + 0 s           |
| 3e | Kévin Réza      | France | FDJ                          | + 0 s           |
| 4e | Armindo Fonseca | France | Fortuneo-Vital Concept       | + 0 s           |
| 5e | Romain Combaud  | France | Delko-Marseille Provence-KTM | + 0 s           |
| 6e | Jérémy Leveau   | France | Roubaix Lille Métropole      | + 0 s           |
| 7e | Laurent Pichon  | France | Fortuneo-Vital Concept       | + 0 s           |
| 8e | Damien Touzé    | France | HP BTP-Auber 93              | + 0 s           |
| 9e | Kévin Le Cunff  | France | HP BTP-Auber 93              | + 0 s           |
| 10e | Luca Pacioni    | Italie | Androni-Sidermec-Bottecchia  | + 0 s           |

### Classements annexes
| Classement de la montagne |

### UCI Europe Tour
Ce Paris-Camembert attribue des points pour l'UCI Europe Tour 2017, par équipes seulement aux coureurs des équipes continentales professionnelles et continentales, individuellement à tous les coureurs sauf ceux faisant partie d'une équipe ayant un label WorldTeam.
| Position,          | 1er | 2e | 3e | 4e | 5e | 6e | 7e | 8e | 9e | 10e | 11e | 12e | 13e à 15e | 16e à 25e |
| Classement général | 125 | 85 | 70 | 60 | 50 | 40 | 35 | 30 | 25 | 20  | 15  | 10  | 5         | 3         |

## Liste des participants
| Légende | Légende                                                                    | Légende | Légende                                                    |
| ------- | -------------------------------------------------------------------------- | ------- | ---------------------------------------------------------- |
| Num     | Dossard de départ porté par le coureur sur ce Paris-Camembert              | Pos     | Position à l'arrivée de la course                          |
|         | Indique un maillot de champion national ou mondial, suivi de sa spécialité | NP      | Indique un coureur qui n'a pas pris le départ de la course |
| AB      | Indique un coureur qui n'a pas terminé la course                           | HD      | Indique un coureur qui a terminé la course hors des délais |

|}
|}